# Wydział Instrumentalny Akademii Muzycznej im. Grażyny i Kiejstuta Bacewiczów w Łodzi
Wydział Instrumentalny Akademii Muzycznej im. Grażyny i Kiejstuta Bacewiczów w Łodzi – jeden z czterech wydziałów Akademii Muzycznej im. Grażyny i Kiejstuta Bacewiczów w Łodzi. Jego siedziba znajduje się przy ul. Gdańskiej 32 w Łodzi.

## Struktura
- Katedra Akordeonistyki i Interpretacji Muzyki Współczesnej
- Katedra Instrumentów Smyczkowych
- Katedra Instrumentów Dętych i Perkusyjnych
- Międzyuczelniana Katedra Gitary Klasycznej[2]

## Władze
- Dziekan: dr hab. Tomasz Król
- Prodziekani: dr hab. Katarzyna Przybylska oraz dr hab. Róża Wilczak-Płaziuk[3]